# ヒルベルトの定理90
数学、特に体論において、ヒルベルトの定理90 (Hilbert's Theorem 90) は、体の巡回拡大に関する重要な定理である。

## ステートメント
K/k を n 次巡回拡大で、そのガロワ群を G とし、σ が G を生成するとする。このとき、β∈K に対して、ノルム NK/k(β) が 1 であることと、ある 0≠α∈K が存在して β=α/σα となることは同値である。

### 加法版
K/k を n 次巡回拡大で、そのガロワ群を G とし、σ が G を生成するとする。このとき、β∈K に対して、トレース TrK/k(β) が 0 であることと、ある α∈K が存在して β=α−σα となることは同値である。

## 群コホモロジーを用いた表現
K/k を有限次ガロワ拡大、G をそのガロワ群とする。このとき
- {\displaystyle H^{1}(G,K^{*})=0}
- {\displaystyle H^{1}(G,K)=0}

が成り立つ。

## 例
K/k を2次拡大 {\displaystyle \mathbb {Q} (i)/\mathbb {Q} }とする。ガロア群は位数2の巡回群であり、生成元 σ は複素共役である。
{\displaystyle \sigma :\,\,c-di\mapsto c+di\ .}
K の元 {\displaystyle x=a+bi} はノルム {\displaystyle xx^{\sigma }=a^{2}+b^{2}} を持つ。 ノルムが1の元は {\displaystyle a^{2}+b^{2}=1} の有理数解，もしくは単位円上の有理数点に対応する。
ヒルベルトの定理90によるとノルムが1の元 y は整数 c と d で次のように表すことができる。
{\displaystyle y={\frac {c+di}{c-di}}={\frac {c^{2}-d^{2}}{c^{2}+d^{2}}}+{\frac {2cd}{c^{2}+d^{2}}}i.}
これは単位円上の有理数点のパラメーター付けを表している。
単位円{\displaystyle x^{2}+y^{2}=1}上の有理数点{\displaystyle \,(x,y)=(a/c,b/c)}は{\displaystyle \,a^{2}+b^{2}=c^{2}}を満たすピタゴラス数{\displaystyle \,(a,b,c)}を表す。